# سوزی خیری

سوزی خیری رقصنده و بازیگر مصری است که در ۲۵ نوامبر ۱۹۴۵ در اسکندریه متولد شد، مادرش روزنامه‌نگار بود. سوزی وارد دانشکده هنر، گروه روزنامه‌نگاری شد و با ممتاز ابازا ازدواج کرد و پس از بچه دار شدن به خاطر خانواده اش از دنیای هنر کناره‌گیری کرد.